# JobChallenge
JobChallenge (Veletrh práce pro studenty a absolventy VŠ) je brněnský veletrh, zaměřený na hledání práce pro studenty a absolventy vysokých škol. Společně ho pořádají tři největší brněnské univerzity – Masarykova univerzita, Mendelova univerzita v Brně a Vysoké učení technické v Brně. Pravidelně se koná v listopadu v Brně.
Zaměstnavatelé se mohou na veletrhu setkat s uchazeči o práci, kteří studují, nebo už vystudovali vysokou školu. Uchazeči mají možnost seznámit se s možnostmi a příležitostmi, které se jim na trhu práce otevírají.
Součástí veletrhu je i doprovodný program zaměřený na osobní rozvoj účastníků. 
Veletrh organizuje Kariérní centrum Masarykovy univerzity, Poradenské centrem Vysokého učení technického v Brně a Poradenské centrem Menedlovy univerzity.

## Historie
Veletrh JobChallenge se poprvé konal v roce 2007. Až do roku 2010 ho každoročně pořádala pouze Masarykova univerzita pro své studenty a absolventy prostřednictvím svého kariérního centra.
Od roku 2011 veletrh pořádají společně 3 největší brněnské univerzity – Masarykova univerzita, Mendelova univerzita v Brně a Vysoké učení technické v Brně. Díky tomu stoupl počet návštěvníků i vystavovatelů na dvojnásobek a od té doby roste. V roce 2014 se veletrhu účastnilo téměř 3 000 studentů a více než 70 zaměstnavatelů. V roce 2018 pak už okolo 130 zaměstnavatelů.
Počet vystavovatelů mohl narůst díky změně výstavní plochy. V roce 2017 se Veletrh JobChallenge přesunul do nových prostor v rámci brněnského pavilonu do pavilonu A1.

## Doprovodný program
Součástí doprovodného programu Veletrhu JobChallenge byla dříve konference připravující zájemce na účast na veletrhu a na setkání s vystavovateli. Program konference se každoročně lišil, obecně se skládal z rozvojových přednášek zaměřených na sebeprezentaci, tvorbu životopisů a navazování kontaktu se zaměstnavateli.
Doprovodný program veletrhu se tradičně skládal ze tří panelů:
1. panel věnováný přednáškám o měkkých dovednostech (angl. soft skills).
2. panel věnováný tematice trhu práce. 
V roce 2014 se například zaměřil na segmenty trhu práce, neziskový sektor, komerční sféra, práce v zahraničí aj. 
V roce 2015 na přijímací proces do zaměstnání.[10]
3. panel věnováný veletržním vystavovatelům, kteří mohou na hodinovém workshopu účastníkům představit, jak probíhá náborový proces v jejich firmě.

Nově jsou součástí doprovodného programu tzv. TALK Shows Archivováno 8. 8. 2019 na Wayback Machine. se zaměstnavateli, workshopy měkkých i tvrdých dovedností a firemní chill-out zóny. V rámci veletržního dne probíhá také veletržní soutěž, v rámci které mohou účastníci z řad studentů a absolventů soutěžit o ceny v hodnotě několika tisíc od vystavovatelů. 

## JobMagazín
Od roku 2017 vychází pravidelně při příležitosti konání Veletrhu JobChallenge veletržní časopis JobMagazín. Jeho součástí jsou medailonky vystavujících firem, ale také edukační témata, která čtenáře připravují na kontakt s personalisty a trh práce.

## Prezentované obory

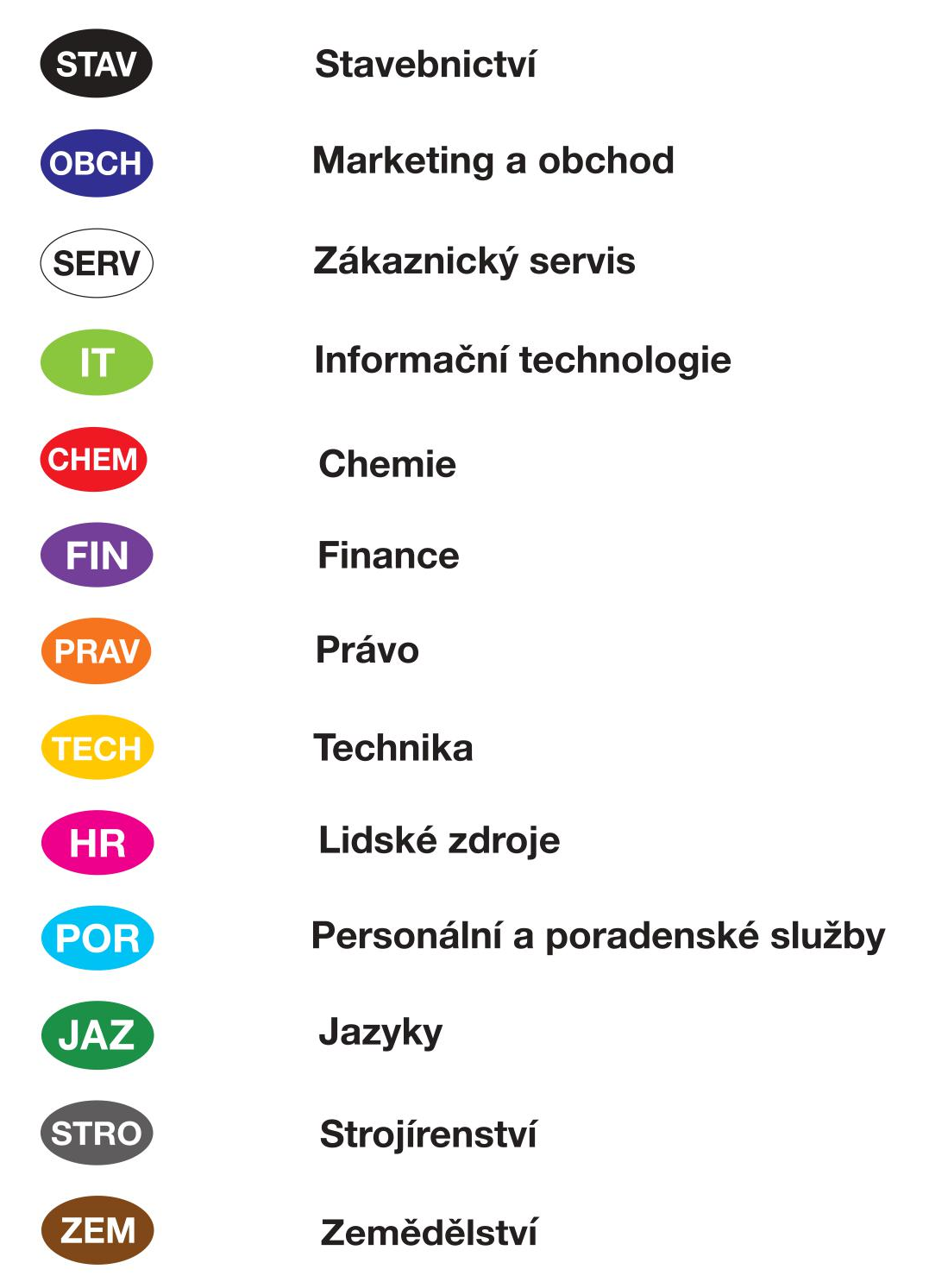
Barevné rozlišení oborů, JobChallenge 2015

JobChallenge využívá barevného rozlišení firem podle oborů, kterým se věnují. Každá firma si může vybrat 3 obory, do nichž chce být zařazena. Má barevné možnosti uvedeny na obrázku.
Návštěvníci veletrhu si podobně jako zaměstnavatelé vyberou obory, o něž se zajímají. Při vstupu dostanou barevné nálepky, díky kterým mají i zaměstnavatelé představu, na které návštěvníky se zaměřit.